# The Long Strike
The Long Strike è un cortometraggio muto del 1911. Il nome del regista non viene riportato.

## Trama
Jim Blakely è un altezzoso figlio di un proprietario di fabbrica che si ritrova a capitanare l'azienda famigliare proprio mentre si sta profilando uno sciopero dei lavoratori. La sua gestione della situazione è così arrogante e provocatoria da peggiorare ulteriormente la situazione, tanto che rischia egli stesso di cadere vittima di una aggressione da parte di alcuni lavoratori. Per fortuna viene salvato da una ragazza, che poi scoprirà essere la figlia di uno dei suoi operai impegnato nello sciopero. La trama sviluppa il profilarsi di una storia d'amore tra i due nonostante la differente provenienza sociale, ma la ragazza rifiuterà il giovane proprietario per non tradire le proprie radici e sceglierà un marito proveniente dalla classe operaia.

## Produzione
Il film fu prodotto dalla Essanay Film Manufacturing Company.

## Distribuzione
Distribuito dalla General Film Company, il film uscì nelle sale cinematografiche statunitensi il 7 dicembre 1911.